# 관성묘 (종로구)
관성묘(關聖廟)는 서울특별시 종로구 명륜동에 있는 건축물이다. 1972년 8월 30일 서울특별시의 민속문화재 제1호로 지정되었다가 1991년 12월 3일 문화재 지정이 해지되었다.

## 참고 자료
- 관성묘 - 국가유산청 국가유산포털